# Le voyage dans la lune (opereta)
Le voyage dans la lune (título original en francés; en español, El viaje a la Luna) es una opéra féerie en cuatro actos y 23 escenas con música de Jacques Offenbach y libreto en francés de Letterrie, Vanloo y Mortier, basado vagamente en la novela De la Tierra a la Luna de Julio Verne. Se estrenó el 26 de octubre de 1875 en París, en el Théâtre de la Gaîté, en cuatro actos. La versión revisada se estrenó el 28 de febrero de 1876 el Théâtre de la Gaîté y se repuso en el Théâtre du Châtelet, el 31 de marzo de 1877.
Esta obra rara vez se representa en la actualidad; en las estadísticas de Operabase aparece con sólo 4 representaciones en el período 2005-2010.

## Personajes
| Personaje               | Tesitura | Reparto del estreno, 26 de octubre de 1875 (Director: Louis-Albert Vizentini) | Reparto (Châtelet), 31 de marzo de 1877 (Director: ) |
| ----------------------- | -------- | ----------------------------------------------------------------------------- | ---------------------------------------------------- |
| Rey Vlan                |          | Christian                                                                     | Christian                                            |
| Cosmos                  |          | Tissier                                                                       | Tissier                                              |
| Príncipe Quipasserparla |          | Habay                                                                         | Habay                                                |
| Microscope              | tenor    | Pierre Grivot                                                                 | Guillot                                              |
| Cactus                  |          | Laurent                                                                       | Courtès                                              |
| Cosinus                 |          | Étienne Scipion                                                               | Jacquier                                             |
| Parabase                |          | Legrenay                                                                      | Beuzeville                                           |
| Phichipsi               |          | Colleuille                                                                    | Colleuille                                           |
| Rectangle               |          | Jules Vizentini                                                               | Guimier                                              |
| Oméga                   |          | Mallet                                                                        | Auguste                                              |
| Coefficient             |          | Chevalier                                                                     | Prudhomme                                            |
| A-Plus-B                |          | Henry                                                                         | Panot                                                |
| Un guardia              |          | É. Scipion                                                                    | Jacquier                                             |
| Un burgués              |          | J. Vizentini                                                                  | Jacquier                                             |
| Un poeta                |          | Chevalier                                                                     | Chevalier                                            |
| Un herrero masculino    |          | Barsagol                                                                      | Thuillier                                            |
| Grosbedon               |          | Chevalier                                                                     | Prudhomme                                            |
| El comisario            |          | Gravier                                                                       |                                                      |
| Un mercader de esclavos |          | Van-de-Gand                                                                   | Gillot                                               |
| Un selenita             |          | Bousquet                                                                      |                                                      |
| Príncipe Caprice        | soprano  | Zulma Bouffar                                                                 | Zulma Bouffar                                        |
| Princesa Fantasia       | soprano  | Noémie Marcus                                                                 | Lynnès                                               |
| Reina Popotte           |          | Adèle Cuinet                                                                  | Marcelle                                             |
| Flamma                  |          | Blanche Méry                                                                  | Noel                                                 |
| Adja                    |          | Maury                                                                         | Géron                                                |
| Phoebé                  |          | Dareine                                                                       | Lévy                                                 |
| Stella                  |          | Davenay                                                                       | Alice Régnault                                       |
| Una herrera femenina    |          | Z. Bied                                                                       | Rébecca                                              |
| Hyperba                 |          | Baudu                                                                         | Durand                                               |
| Microma (o Ita)         |          | Blount                                                                        | Capiglia                                             |
| Bella                   |          | Godin                                                                         |                                                      |